# Nikólskie Vísselki
Nikólskie Vísselki (en rus: Никольские Выселки) és un poble de l'óblast de Lípetsk, a Rússia, que el 2011 tenia 357 habitants. Pertany al districte rural d'Úsman.